# Vaginalepithel
Das Vaginalepithel ist das Epithel, mit dem die Vagina und der Scheidenvorhof ausgekleidet sind, auch  Tunica mucosa vaginae. Es handelt sich um ein mehrschichtiges, unverhorntes Plattenepithel. Es ist glykogenreich und liegt auf einer Lamina propria, die reich an elastischen Fasern und weitlumigen Venen ist.

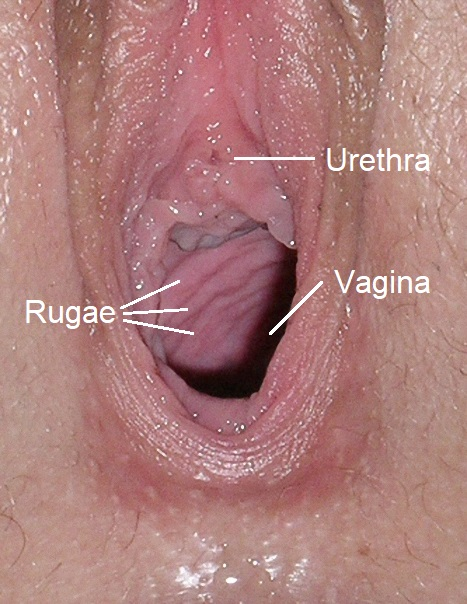
Das vordere Drittel der Vagina mit typischen Scheidenrunzeln, Rugae vaginales und der glänzenden Vaginalepitheloberfläche.

Das Epithel unterliegt im Verlauf des Sexualzyklus ständigen Umbauprozessen, die durch die als Sexualhormon wirkenden Östrogene und Progesteron gesteuert werden. Diese können durch zytologische Untersuchung eines Vaginalabstrichs auch zur Diagnostik verwendet werden. Embryonal entsteht das Vaginalepithel aus dem Sinovaginalhöcker.
Im Querschnitt zeigt die Vagina folgenden Wandaufbau:
- Schleimhaut, Tunica mucosa vaginae: Bestimmt die Oberflächenbeschaffenheit und sorgt für ein saures Milieu (pH um 4), durch die abgestorbenen Zellen des Vaginalepithels, die aufgrund des sehr hohen Glykogenanteils ein gutes Substrat für Milchsäurebakterien (Döderlein-Bakterien) darstellen und zur Ausbildung der speziellen Scheidenflora Mikrobiom führen, was der Ansiedlung von Bakterien entgegenwirkt. Zur Tunica mucosa vaginae werden das eigentliche Vaginalepithel und die darunterliegende Lamina propria gezählt. Das Epithel der Vagina ist ein mehrschichtiges, unverhorntes Plattenepithel, das sich weiter in vier Schichten differenzieren lässt:
- Basalzellschicht, Stratum basale
- Parabasalschicht, Stratum parabasale
- Intermediärschicht, Stratum intermedium
- Superfizialschicht, Stratum superficiale

Sie sitzen der Lamina propria auf; sie besteht aus lockerem Bindegewebe, das reich an elastischen Fasern und Lymphozyten ist. In der Lamina propria  finden sich Kapillaren und Lymphgefäße, aus denen bei sexueller Erregung ein Transsudat durch das Epithel in die Scheide abgepresst wird sowie den Plexus venosus vaginalis. Die nervale Inveration der Vagina oder Sensibilität ist nur gering. So finden sich nur wenige freie Nervenendigungen; sensorische Fasern fehlen gänzlich.
- Muskelschicht, Tunica muscularis vaginae: Innen kann man eine Ringmuskulatur, außen eine Längsmuskulatur erkennen. So kann sich die Vagina bei Erweiterung wieder ringförmig und längs zusammenziehen. Genauer handelt es sich um glatter Muskulatur eingebettet in ein bindegewebiges Gerüst. Die maschen- oder gitterartige Anordnung der Muskelzüge haben einen zirkulären, an der Vorderwand auch längsgerichteten Verlauf. Die Muskulatur setzt sich in der Muskulatur der Zervix und des Dammes fort. Das vorhandene Bindegewebe ist scherengitterartig angeordnet und besteht aus kollagenen und zahlreichen elastischen Fasern. Dank dieser Zusammensetzung ist eine Dehnung der Vagina möglich.
- Bindegewebsschicht, Tunica adventita vaginae: Sie enthält viele elastische Fasern und ist mit den Bindegewebshüllen von Beckenboden, Harnröhre und Harnblase verbunden. Es wird auch als „Parakolpium“ bezeichnet, die dichte Hüllstruktur aus Bindegewebe verbindet die Vagina mit ihrer Umgebung besonders mit der Urethra. Er enthält zahlreiche elastische Fasern und grenzt kranial an das Parametrium.

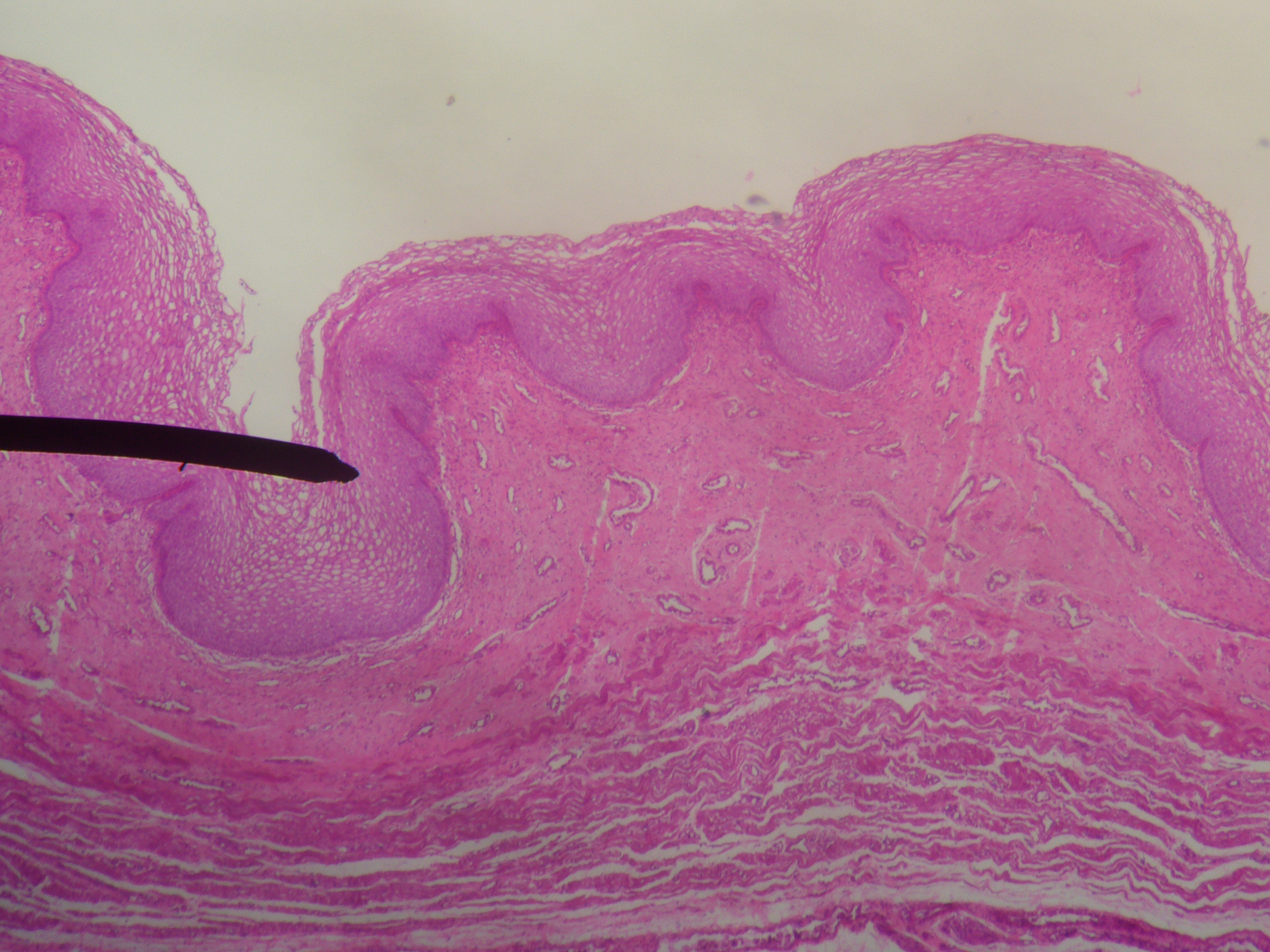
Hämatoxylin-Eosin-Färbung der Tunica mucosa vaginae. Man sieht die Oberflächenepithelschicht und die darunterliegende Bindegewebsschicht. Die tiefer liegende

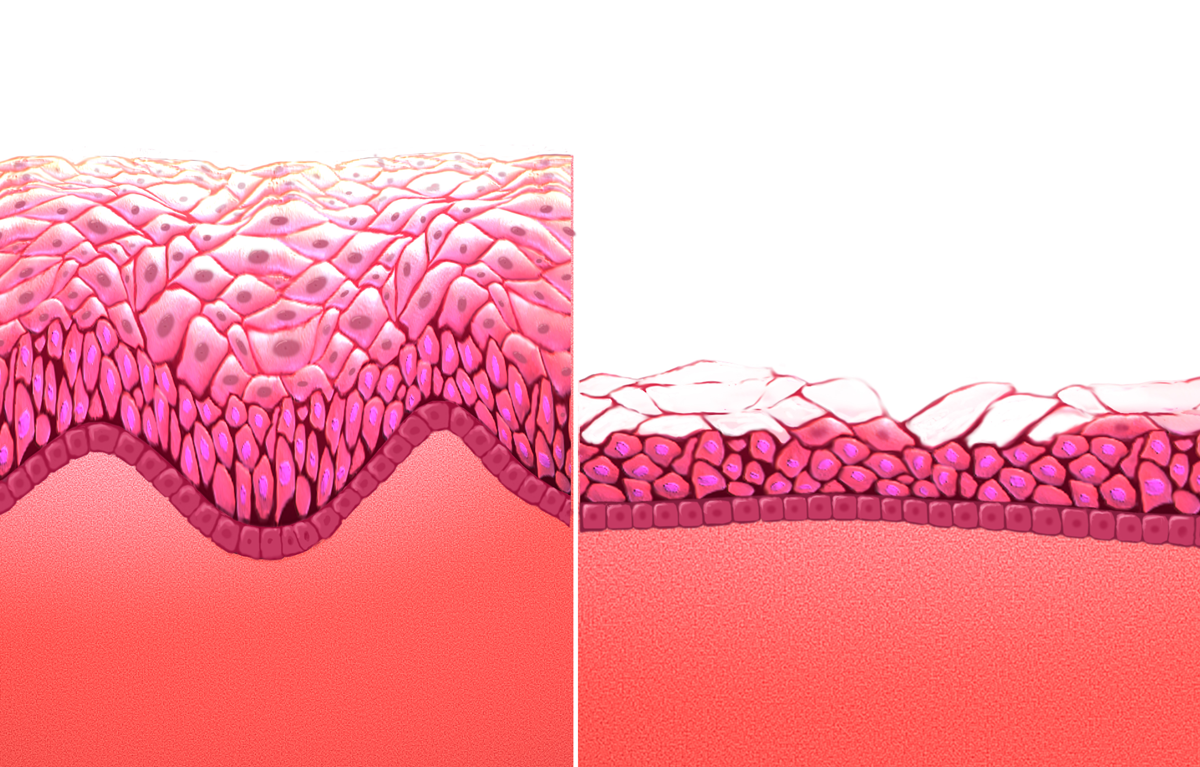
Vaginalmukosa prämenopausal vs. menopausal